# Bogdanovica
Bogdanovica (en serbe cyrillique : Богдановица) est un village de Serbie situé dans la municipalité d’Ub, district de Kolubara. Au recensement de 2011, il comptait 297 habitants.

## Démographie
| 1948 | 1953 | 1961 | 1971 | 1981 | 1991 | 2002 | 2011 |
| ---- | ---- | ---- | ---- | ---- | ---- | ---- | ---- |
| 536  | 440  | 427  | 574  | 665  | 738  | 348  | 297  |

|  |